# Клейн, Иоганн Фридрих Карл
Иоганн Фридрих Карл Клейн (нем. Johann Friedrich Karl Klein; 15 августа 1842, Ханау — 23 июня 1907, Берлин) — немецкий минералог.
Получил образование в сельскохозяйственной академии в Гогенгейме и занимался сельским хозяйством; затем изучал минералогию в Тюбингене и Гейдельберге, где и стал преподавать в 1868 г. С 1873 г. профессор минералогии Гейдельбергского университета, с 1877 г. — Гёттингенского, с 1887 г. — Берлинского. Член Берлинской академии наук (с 1887). Клейн известен своими кристаллооптическими исследованиями, а также изобретением многочисленных приборов для таких исследований, как, например, универсального вращательного аппарата, Krystallpolymeter, и др. Кроме того, Клейн опубликовал «Einleitung in die Krystallberechnung» (Штутгарт, 1876). В 1879—1884 наряду с Розенбушем и Бенеке был одним из редакторов «Neuen Jahrbuchs für Mineralogie, Geologie etc.»
В 1905 году в честь Клейна был назван минерал клейнит.